# 좋은 예감 즐거운 TV
《좋은 예감 즐거운 TV》는 대한민국의 SBS에 방송됐던 예능 프로그램인데 KBS 2TV 《자유선언 오늘은 토요일》에서 '생존게임! 끝까지 살아남아라'를 내보내자 '서바이벌 보물찾기'로 맞불을 놓았지만 "통하면 베낀다"는 비난을 샀고 결국 1년을 넘기지 못했으며 메인 MC 서세원은 해당 프로그램이 SBS에서의 마지막 진행작이 됐다.

## 기획 의도
남성적 시각에서 바라본 인간과 세계가 다양한 캐릭터로 전개되는 남성 전문 테마 버라이어티 프로그램이다.

## 방송 시간
- 2000년 10월 28일 ~ 2001년 1월 27일 : 매주 토요일 저녁 6시 50분 ~ 8시

## 역대 진행자
- 서세원
- 박남현
- 김보성
- 클놈
- 홍경민

## 결방
- 2000년 11월 11일 - 6시 10분부터 창사 10주년 특집 《최고가족 대격돌》 편성에[3] 따라 《기쁜 우리 토요일》이 5시로 이동하여 결방
- 2000년 12월 30일 - 6시 10분부터 송년특집 《10대 가수 최강전》 편성

## 역대 코너
- 진짜 사나이
- 스타! 오감왕
- 서바이벌 보물찾기
- 대결 남과 여
- 영화 뒤집기
- 대결 링위의 사투

1. ↑  조준상 (2000년 12월 6일). “TV.웹 막가는 '서바이벌 게임' / 인간은 없다 유희만 있을뿐”. 한겨레신문. 2020년 7월 3일에 확인함.[깨진 링크(과거 내용 찾기)]
2. ↑  조준상 (2000년 12월 27일). “2000 방송가에선/'통하면 베껴라' 올해도 어김없이”. 한겨레신문. 2020년 7월 3일에 확인함.[깨진 링크(과거 내용 찾기)]
3. ↑  “[하이라이트] 11월 11일 토요일”. 국민일보. 2000년 11월 10일. 2020년 7월 3일에 확인함.